# Huge en France
 (avril 2019).
Si vous disposez d'ouvrages ou d'articles de référence ou si vous connaissez des sites web de qualité traitant du thème abordé ici, merci de compléter l'article en donnant les références utiles à sa vérifiabilité et en les liant à la section « Notes et références ».
Huge en France (Huge in France) est une série télévisée américano-française créée par Gad Elmaleh, Andrew Mogel et Jarrad Paul et diffusée depuis le 12 avril 2019 sur Netflix.

## Synopsis
À Paris, l'humoriste Gad Elmaleh reçoit un appel de la part de Vivian, son ex-femme vivant à Los Angeles, une demande de transmission de paternité : leur fils Luke, qui souhaite devenir mannequin, sera désormais sous la responsabilité de son beau-père, Jason, un ancien acteur obsédé par la musculation. Refusant de signer, Gad s'envole pour Los Angeles où il est accueilli par Brian, un assistant, qui va tenter de l'aider à se rapprocher de son fils.

## Distribution
- Gad Elmaleh (VF : lui-même) : lui-même
- Erinn Hayes (VF : Karine Texier) : Vivian
- Matthew Del Negro (VF : Benjamin Penamaria) : Jason Alan Ross
- Scott Keiji Takeda (VF : Nathanel Alimi) : Brian Kurihara
- Jordan Ver Hoeve (VF : Julien Crampon) : Luke

## Épisodes
Les épisodes, titrés en français, sont numérotés de un à huit.